# Йоганнес Кюн
Йоганнес Кюн (19 листопада 1991 , Пассау, Баварія ) — німецький біатлоніст, чемпіон Європи 2012 року в складі естафетної команди. Учасник зимових Олімпійських ігор 2018 року.

## Загальна інформація
- Перший рік у біатлоні — 2008.
- Тренер — Ремо Круг.
- Клуб — WSV Reit im Winkl.
- Дебют у кубку світу — 2012. Посів 17-те місце в спринті[2].
- Перше потрапляння в десятку найсильніших — 10-те місце в спринті (Ханти-Мансійськ, сезон 2014-2015)[2].
- Найкращий результат — 2-ге місце в індивідуальних перегонах (Поклюка, сезон 18-19)[2].
- Найкращий результат на Чемпіонатах світу — 10-те місце в масстартіі 2020 року[2].
- Найкращий (і єдиний) результат на Олімпійських іграх — 58-ме місце в індивідуальних перегонах 2018 року[2].

Кюн із Тюслінга. У дванадцять років він приїхав із сім'єю на лижні перегони до Рейт-ам-Вінкль і висловив бажання вчитися біатлону.

## Кубок світу
На третьому етапі Кубка світу сезону 2012-2013 в Поклюці Йоганнес Кюн вперше стартував у цьому турнірі. Вже у своїх перших перегонах, спринті, він фінішував 17-им і набрав залікові бали.
На першому етапі Кубка світу 2018-2019 у словенській Поклюці Кюн уперше зійшов на п'єдестал. Він посів друге місце в індивідуальних перегонах на 20 км, при цьому не припустившись промахів на вогневому рубежі, поступившись переможцю 4,2 секунди.

## Результати за кар'єру
Усі результати наведено за даними Міжнародного союзу біатлоністів.

### Олімпійські ігри
| Змагання                        | Інд. перегони | Спринт | Перегони пер. | Мас-старт | Естафета | Змішана ес. |
| Олімпійські ігри 2018 Пхьончхан | 58            | -      | -             | -         | -        | -           |

### Чемпіонати світу
| Змагання                  | Інд. перегони | Спринт | Перегони пер. | Мас-старт | Естафета | Змішана ес. | Од. змішана ес. |
| ------------------------- | ------------- | ------ | ------------- | --------- | -------- | ----------- | --------------- |
| Естерсунд 2019            | —             | 23     | 24            | —         | —        | —           | —               |
| Антгольц-Антерсельва 2020 | 26            | 40     | 28            | 10        | —        | —           | —               |
| Поклюка 2021              | 25            | 45     | 41            | —         |          | —           | —               |

### Кубки світу
- Найвище місце в загальному заліку: 13-те 2020 року.
- 3 особистих п'єдесталів: 1 перемога, 1 друге місце і 1 третє місце.
- 5 естафетних п'єдесталів: 2 других місця і 3 третіх місця.

станом на 10 грудня 2021 року

#### Підсумкові місця в Кубку світу за роками
| Сезон     | Заг. залік | Інд. перегони | Спринт | Перегони пер. | Мас-старт |
| 2012-2013 | 70         |               | 66     | 64            |           |
| 2013-2014 |            |               |        |               |           |
| 2014-2015 | 54         |               | 56     | 45            | 41        |
| 2015-2016 | 80         | 45            |        |               |           |
|           |            |               |        |               |           |
| 2017-2018 | 28         | 29            | 21     | 39            | 19        |
| 2018-2019 | 28         | 13            | 26     | 31            | 32        |
| 2019-2020 | 13         | 19            | 10     | 16            | 13        |
| 2020-2021 | 48         | 28            | 50     | 50            | nc        |

### Чемпіонати Європи
- Золота медаль в естафеті 2012 року.
- Бронзова медаль в спринті 2021 року.